# 卡斯泰尔诺-代斯特雷特丰站
卡斯泰尔诺-代斯特雷特丰站，是法国的一个铁路车站，位于法国西南部城市卡斯泰尔诺-代斯特雷特丰。

## 位置
卡斯泰尔诺-代斯特雷特丰站位于卡斯泰尔诺-代斯特雷特丰市区的西北部，加龙运河右岸，波尔多－塞特铁路234.964公里处，距离图卢兹大约21.5公里。车站大致呈西北-东南走向，开口朝东北。

## 设施
卡斯泰尔诺-代斯特雷特丰站设有人工售票窗口，其开放时间如下：
- 周一至周五：10:30~12:30和14:30~18:20
- 周六、周日及节假日：关闭

此外，卡斯泰尔诺-代斯特雷特丰站站内还设有自动售票机等设施。
卡斯泰尔诺-代斯特雷特丰站未设通过线，但站内设有人行天桥，可连接两侧站台。

## 停靠线路
以下列车线路在卡斯泰尔诺-代斯特雷特丰站停靠：
| 卡斯泰尔诺-代斯特雷特丰站列车线路表         |      |                     |                                    |              |
| 线路                                        | 车种 | 上一站              | 下一站                             | 大致运行频率 |
| Brive-la-Gaillarde/Cahors—Toulouse-Matabiau | TER  | Montauban/Grisolles | Saint-Jory/Toulouse                | 每天6趟左右  |
| Montauban-Ville-Bourbon—Toulouse-Matabiau   | TER  | Montauban/Grisolles | Saint-Jory/Toulouse                | 每天4趟左右  |
| Agen—Toulouse-Matabiau                      | TER  | Montauban/Grisolles | Saint-Jory/Lacourtensourt/Toulouse | 每天6趟左右  |
| 1.                                          |      |                     |                                    |              |

## 配套交通

### 长途客车
| 停靠卡斯泰尔诺-代斯特雷特丰站的大巴车 |                                | |
| 上下车地点                            | 运营单位                       | 主要线路及目的地                                                                                              |
| 卡斯泰尔诺-代斯特雷特丰站门口         | 大区城际客运 Car Midi-Pyrénées | - 924线：Montauban、Dieupentale、Grisolles、Saint-Jory、Toulouse                                              |
| 卡斯泰尔诺-代斯特雷特丰站门口         | Réseau Arc-en-ciel             | - 2线：Toulouse、Villeneuve-lès-Bouloc、Ondes、Grenade - 77线：Toulouse、Saint-Jory、Saint-Rustice、Grisolles |
| 卡斯泰尔诺-代斯特雷特丰站门口         | SNCF Car TER                   | （当某条铁路线施工或罢工时，SNCF可能会提供途径该线路沿途站点的大巴车）                                        |
| 1. 2. 3.                              |                                | |

### 市内交通
卡斯泰尔诺-代斯特雷特丰站附近暂无城市公共交通线路经过，步行前往卡斯泰尔诺-代斯特雷特丰市区大约需要15分钟。

### 社会车辆
卡斯泰尔诺-代斯特雷特丰站门口的南侧设有大型露天停车场。

## 临近车站
| 卡斯泰尔诺-代斯特雷特丰站（Gare de Castelnau-d'Estrétefonds） |                  |                    |
| 上行车站                                                      | 线路             | 下行车站           |
| Gare de Grisolles                                             | 波尔多－塞特铁路 | Gare de Saint-Jory |
| - 本表仅显示运营中的线路及车站                                |                  |                    |